# Wladimir Michailowitsch Wonljarljarski

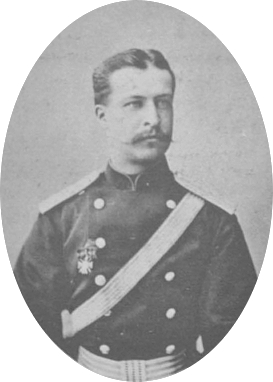
Wladimir Michailowitsch Wonljarljarski

Wladimir Michailowitsch Wonljarljarski (russisch Владимир Михайлович Вонлярлярский; * 18. Oktoberjul. / 30. Oktober 1852greg.; † 24. März 1946 in Paris) war ein russischer Gardeoffizier und Unternehmer. Sein ältester Bruder Nikolai Michailowitsch Wonljarljarski war Kavalleriegeneral und Grundherr der Ujesd Krestzy mit 15993 Dessjatinen Land.

## Leben
Wonljarljarskis Eltern waren der Generalmajor Michail Petrowitsch Wonljarljarski (1815–nach 1868) und seine Frau Wera Nikolajewna geborene Mussina-Puschkina. Er absolvierte in St. Petersburg das Alexander-Lyzeum und trat 1871 den Junkerdienst in der Chevaliergarde an. 1874 wurde er für seinen ausgezeichneten Dienst zum Porutschik befördert und 1877 zum Stabsrittmeister.
Zu Beginn des Russisch-Osmanischen Krieges (1877–1878) wurde Wonljarljarski als Ordonnanzoffizier zum Oberkommandierenden der Donau-Armee Großfürst Nikolai Nikolajewitsch abkommandiert. Er zeichnete sich bei der Schlacht von Nikopol (1877) aus und erhielt das Goldene Schwert für Tapferkeit. Als Ordonnanzoffizier bei Baron Nikolai Karl Gregor von Krüdener nahm er an den Schlachten von Plewen teil. Dann wurde er zu Fürst Alexander Konstantinowitsch Imeretinski am Schipkapass kommandiert. 1878 kam er zum Generaladjutanten Josef Wladimirowitsch Gurko, der ihn zur Berichterstattung zum Oberkommandierenden zurückschickte. Er gehörte dann zur russisch-osmanischen Kommission in Konstantinopel zur Regelung der Rückkehr und Ansiedlung der geflüchteten Bevölkerung. Nach dem Kriege erhielt er den Sankt-Stanislaus-Orden II. Klasse mit Schwertern, den Orden der Heiligen Anna III. Klasse mit Schwertern und Schleife und den Orden des Heiligen Wladimir IV. Klasse mit Schwertern und Schleife. 1878 wurde Wonljarljarski zum Adjutanten beim Großfürsten Nikolai Nikolajewitsch ernannt und 1879 zum Rittmeister befördert.
1881 schied Wonljarljarski aus dem Dienst als Polkownik mit Uniform. Er betätigte sich nun gesellschaftlich. 1884 wurde er zum Ehrenfriedensrichter der Ujesd Krestzy gewählt. Er war stimmberechtigtes Mitglied der Ujesd-Duma und der Duma des Gouvernements Nowgorod. Auch war er Mitglied des Wirtschaftsrats des Gouvernementssemstwo. Auf seinem Besitz unterhielt er eine Schule und eine Krankenstation. 1890–1906 war er Ehrenkurator des Nowgoroder Gymnasiums, für das er zwei Säle errichtete. Er war Gründer und Vorsitzender der Nowgoroder Landwirtschaftsgesellschaft und dann auch Vorsitzender der Nord-Landwirtschaftsgesellschaft. 1896 nahm er am Kampf gegen den Streik der Textilarbeiter in St. Petersburg teil. 1898–1907 war er Vorsitzender der Wohltätigkeitsgesellschaft Bely Krest (Weißes Kreuz). 1904 wurde er zum Stallmeister (3. Rangklasse) ernannt.
Wonljarljarski errichtete ein Sägewerk und eine Parkettfabrik auf seinem Nowgoroder Besitz und besaß Goldfelder im Ural. Er war Direktor zweier Papiermühlen in St. Petersburg und Mitglied der Gesellschaft zur Förderung des russischen Gewerbes und Handels. 1900–1902 ließ er eine Expedition unter Führung des Geologen Karol Bohdanowicz auf der Tschuktschen-Halbinsel nach Gold suchen. Zusammen mit Alexander Michailowitsch Besobrasow und Alexei Michailowitsch Abasa bemühte er sich um eine Wald-Konzession am Yalu, was einer der Auslöser des Russisch-Japanischen Krieges war.
1909 wurde Wonljarljarski zusammen mit seinem ältesten Sohn Dmitri der Fälschung des Testaments des Fürsten Bogdan Oginski angeklagt. 1911 wurde Wonljarljarski freigesprochen, während der Sohn zu zwei Jahren Arrest verurteilt wurde.
Nach der Oktoberrevolution lebte Wonljarljarski mit seiner Frau Nadeschda Semjonowna in Petrograd, während die Tochter Marija in Berlin lebte. 1923 beantragte er für sich, seine Frau und seinen Sohn die Ausreise nach Deutschland für eine Kur. Dies wurde ihm abgelehnt, während seine Frau einen Reisepass erhielt. Sein erneuter Antrag im Februar 1924 wurde wieder abgelehnt. Im September 1924 wurde er verhaftet und nach einem Monat freigelassen. Der erneute Antrag im April 1925 wurde im Mai 1925 abgelehnt, worauf er Jekaterina Pawlowna Peschkowa um Hilfe bat. Schließlich konnte er im Juli 1925 nach Deutschland ausreisen. Später ließ er sich in Frankreich nieder wo er verarmte. Sein zweiter Sohn Georgi (1882–1975), Polkownik des Leibgardehusarenregiments, war in die USA emigriert. Der dritte Sohn Andrei nahm am Ersten Weltkrieg teil, war Pilot und emigrierte nach England.